# Twentynine Palms (film)
Pour les articles homonymes, voir Twentynine Palms.
Pour plus de détails, voir Fiche technique et Distribution.
Twentynine Palms est un film français de Bruno Dumont, sorti en France le 17 septembre 2003 et présenté en sélection officielle à la Mostra de Venise.

## Synopsis
Le quotidien d'un couple (un photographe plutôt macho et son modèle) en repérage dans un désert californien. Les relations sexuelles et leurs difficultés à communiquer animent leurs errances contemplatives. Leur retour à l'état de nature dans cet espace minéral et hypnotique les rend quasi inconscients de ce que le danger peut ne pas venir seulement d'eux-mêmes. Ils en feront l'irréversible expérience.
Le titre du film fait référence à la municipalité californienne du même nom.

## Fiche technique
- Réalisation : Bruno Dumont
- Scénario : Bruno Dumont
- Production : Rachid Bouchareb et Jean Bréhat
- Photographie : Georges Lechaptois
- Montage : Dominique Petrot
- Genre : drame
- Format : 2.35
- Durée : 119 minutes
- Film interdit aux moins de 16 ans lors de sa sortie en France

## Distribution
- Katia : Katerina Golubeva
- David : David Wissak